# Igor Vrablic
Igor Vrablic (Bratislava, 19 luglio 1965) è un ex calciatore canadese, di ruolo attaccante.

## Carriera

### Club
Ha giocato nella prima divisione belga ed in quella greca, che ha anche vinto, con la maglia dell'Olympiacos nella stagione 1986-1987.

### Nazionale
Ha partecipato, con la nazionale canadese ai Giochi olimpici 1984 ed alla fase finale del campionato del mondo 1986.

## Palmarès

### Club

#### Competizioni nazionali
- Campionato greco: 1

Olympiakos: 1986-1987